# Emile Roemer
Emile Gerardus Maria Roemer (Boxmeer, 24 agosto 1962) è un politico olandese, esponente del Partito socialista (SP) e suo ex leader.
È stato il leader parlamentare del Partito socialista alla Camera dei rappresentanti e il leader del Partito socialista dal 5 marzo 2010 al 13 dicembre 2017 e membro della Camera dei rappresentanti dal 30 novembre 2006 al 18 gennaio 2018.